# 南方司令部 (以色列)
南方司令部（希伯來語：‎ ，转写： Pikud Darom ），通常缩写为Padam （פד"מ），是以色列国防军（IDF）的区域指挥部，管轄範圍涵蓋内盖夫、阿拉瓦和埃拉特等地。
南方司令部的任务是防守內蓋夫，并确保西奈半島的边界不受埃及侵犯。南方司令部曾参加1948年阿拉伯-以色列戰爭、第二次中东战争、第三次中东战争、埃以消耗战争和贖罪日戰爭。在1950 年代中期，该司令部曾因预算問題而一度被解散，但於六個月後重新建立。

## 結構

南方司令部指揮結構圖（2023年）

- 南方司令部
  -   第80師
  -   第143師
  -   第162哈普拉達師
    -  第5步兵旅 (預備)
    -  第84吉瓦提步兵旅
    -  第401裝甲旅
    -  第933納哈爾旅
    -  第215砲兵旅

  -   第252師
  -   南方司令部通訊營
  -  南方司令部工程單位
  -  南方司令部情報單位
  -  南方司令部軍事警察單位
  -  南方司令部醫療單位
  -  南方司令部維修單位
  -   南方司令部訓練基地
  -  第5005運輸單位
  -  第5006運輸單位